# Balkánský expres

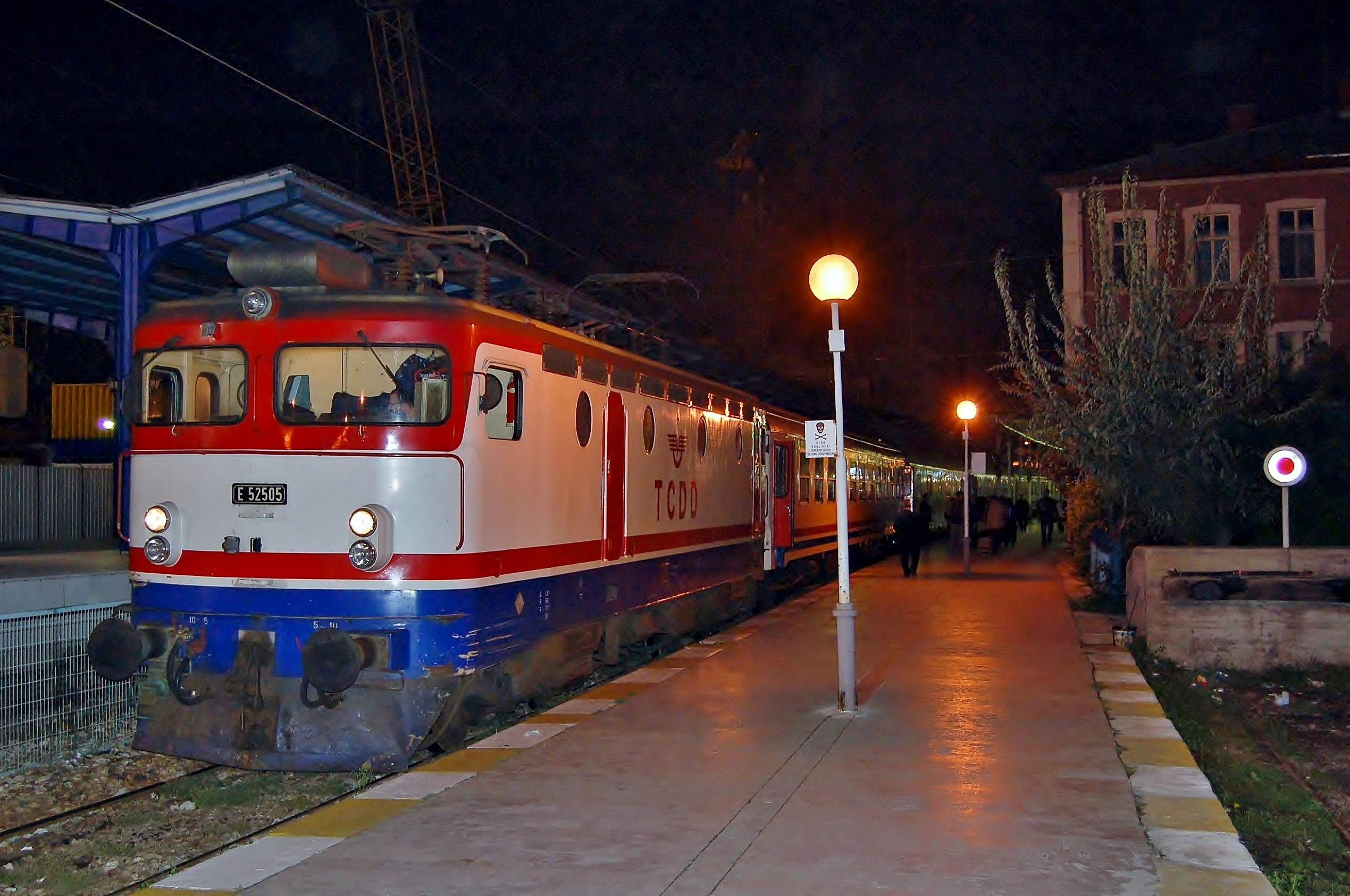
Lokomotiva TCDD E 52500 před odjezdem z nádraží v Istanbulu. Vlak je kombinací Balkánského a Bosporského expresu.

Balkánský expres (turecky Balkan Ekspresi) byl expresní vlakový spoj mezi Istanbulem a Bělehradem. Projížděl městy Edirne, Plovdiv a Sofie. Mezi Dimitrovgradem a Istanbulem se spojoval s Bosporským expresem. Vzdálenost Bělehrad – Istanbul překonával za 24 hodin (v opačném směru méně). Jezdil od roku 1971.[zdroj?]